# 리 워넬
리 워넬(Leigh Whannell, 1977년 1월 17일 ~ )은 오스트레일리아의 영화 각본가, 영화 감독, 영화 프로듀서, 배우이다. 영화 《쏘우》 시리즈와 영화 《인시디어스》 시리즈의 각본가로 이름을 알렸으며, 2015년 영화 《인시디어스 3》를 통해 감독 데뷔를 하였다.

## 작품 목록
| 연도 | 제목                    | 연출   | 각본   | 제작   | 비고        |
| ---- | ----------------------- | ------ | ------ | ------ | ----------- |
| 2004 | 쏘우                    | 아니요 | 예     | 아니요 |             |
| 2005 | 쏘우 2                  | 아니요 | 예     | 예     |             |
| 2006 | 쏘우 3                  | 아니요 | 예     | 예     |             |
| 2007 | 데드 사일런스           | 아니요 | 예     | 아니요 |             |
| 2008 | Doggie Heaven           | 아니요 | 예     | 아니요 | 단편 영화   |
| 2009 | Saw: The Video Game     | 아니요 | 예     | 아니요 | 비디오 게임 |
| 2011 | 인시디어스              | 아니요 | 예     | 아니요 |             |
| 2013 | 인시디어스: 두번째 집   | 아니요 | 예     | 아니요 |             |
| 2014 | 쿠티스                  | 아니요 | 예     | 예     |             |
| 2014 | 운반책                  | 아니요 | 예     | 예     |             |
| 2015 | 인시디어스 3            | 예     | 예     | 아니요 | 감독 데뷔작 |
| 2017 | 더 바이 바이 맨         | 아니요 | 아니요 | 아니요 |             |
| 2017 | 킵 와칭                 | 아니요 | 아니요 | 아니요 |             |
| 2018 | 인시디어스 4: 라스트 키 | 아니요 | 예     | 예     |             |
| 2018 | 업그레이드              | 예     | 예     | 예     |             |
| 2018 | 아쿠아맨                | 아니요 | 아니요 | 아니요 |             |
| 2020 | 인비저블맨              | 예     | 예     | 예     |             |
| 2025 | 울프맨                  | 예     | 예     | 아니요 |             |